# Diário de Lisboa
Diário de Lisboa byl portugalský deník, vycházející v Lisabonu, založený v roce 1921 Joaquimem Mansem.

## Historie
Deník vycházel od 7. dubna 1921 do 30. listopadu 1990.
Vedoucí: Joaquim Manso
- 1956 – 1967 Norberto Lopes
- 1967 – 1989 António Ruella Ramos
- 1989 – 1990 Mário Mesquita
- 1990 António Ruella Ramos

Redakce, která vznikla ve 30. letech, sídlila v Bairro Alto, na Rua Luz Soriano.

## Spolupracovníci
Artur Portela, Artur Portela Filho, Fernando Pessoa, Norberto Lopes, Norberto de Araújo, Rogério Perez, Pedro Alvim, Ernesto Sampaio, João César Monteiro, Fernando Assis Pacheco, Rogério Rodrigues, Mário Castrim, Rodrigues da Silva, António Lopes Ribeiro, Marina Tavares Dias, António José Teixeira, José Manuel Teixeira, Acácio Barradas, Neves de Sousa, Herculano Carreira, Regina Louro, Urbano Tavares Rodrigues, Luís Sttau Monteiro, José Saramago, José Cardoso Pires, José Jorge Letria, Alexandre Pais, Nuno Gomes dos Santos, Daniel Reis, Orlando Dias Agudo, Carneiro Jacinto, Cesário Borga, Fernanda Mestrinho, Torquato da Luz, Ribeiro Cardoso, Eugénio Alves, Manuela de Azevedo, Alexandre Oliveira, Rui Pacheco, José Freire Antunes, Carlos Veiga Pereira, Fernando Dacosta, Lauro António, Eduardo Prado Coelho, Manuel Geraldo, José João Louro, Sérgio Ribeiro.